# Sandy Mansson

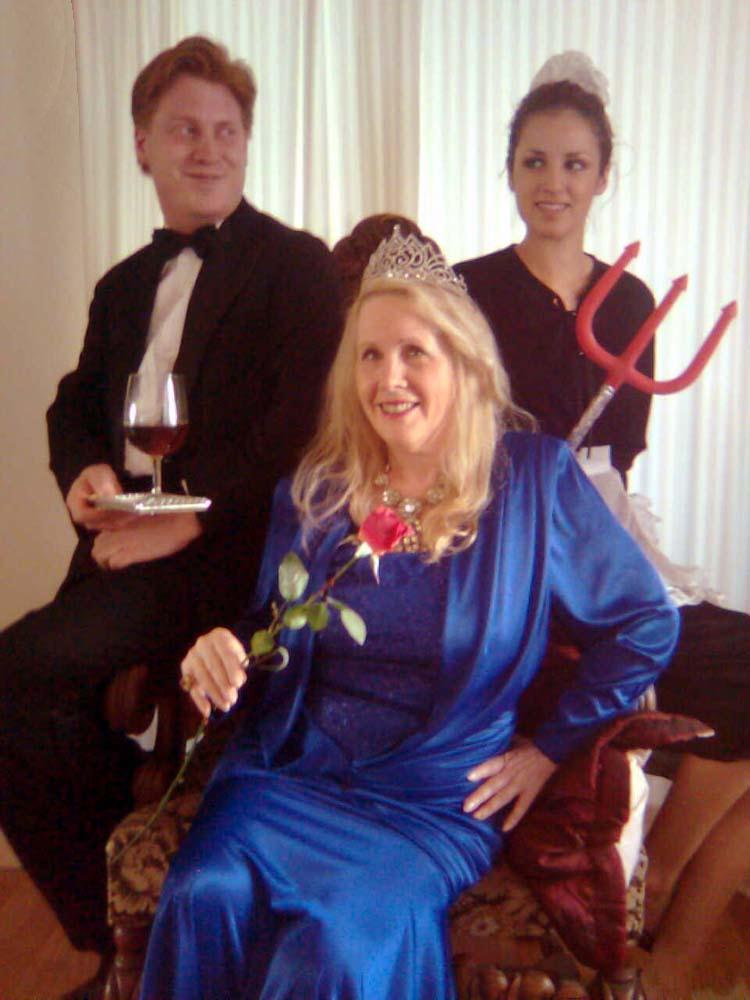
Mansson (mitten) som Paro-Diva inför ett uppdrag hos Democrats Abroad Sweden i Stockholm våren 2008

Sandy Mansson, egentligen Sandra Laraine Szeimowicz-Schur, född 6 april 1941 i Los Angeles, död 10 juni 2022 var en amerikansk-svensk dansare, koreograf, skådespelare och politiker. Hon var änka efter skådespelaren Michael Mansson Szeimowicz.
Mansson gjordet ett flertal framträdanden i tv och andra media i Sverige som representant för de amerikaner bosatta i landet som tillhör demokraterna, då som sekreterare för deras organisation. 

## Koreografi
- 1989 – Hajen som visste för mycket

## Filmografi
- 1972 – The Day the Clown Cried
- 1984 – Hägring
- 2004 – Camp Slaughter
- 2004 – Kärlekens språk
- 2005 – Kraftverk 3714
- 2007 – Främmande